# Franco Borgo
Franco Borgo (ur. 10 października 1932 w Lugo di Vicenza, zm. 9 marca 2017 w Pozzoleone) – włoski polityk, rolnik i samorządowiec, poseł do Parlamentu Europejskiego II i III kadencji.

## Życiorys
Z zawodu był rolnikiem, prowadził rodzinne gospodarstwo hodowlane. Działał w organizacjach rolniczych, był prezesem federacji skupiającej właścicieli gospodarstw rolnych na poziomie prowincji i regionu. W 1950 zaangażował się w działalność polityczną w ramach Chrześcijańskiej Demokracji. W latach 1960–1970 był radnym miejskim w Pozzoleone, a od 1970 radnym regionu Wenecja Euganejska.
W latach 1984–1994 sprawował mandat eurodeputowanego II i III kadencji. Był członkiem frakcji chadeckiej, pełnił funkcję wiceprzewodniczącego i przewodniczącego Komisji ds. Rolnictwa, Rybołówstwa i Rozwoju Wsi.